# Alfonso de Acevedo
Alfonso de Acevedo (Plasencia, 1518-ibídem, 1598) fue un legista español.

## Biografía
Natural de la localidad cacereña de Plasencia, estudió Derecho en la Universidad de Salamanca.
Además de Commentariorum Iuris Civilis in Hispaniae Regias Constitutiones, encargada por Felipe II y que sirvió de base para la Nueva Recopilación, escribió las siguientes obras:
- Tractatus de Curia Pisana et origine (1593);
- Concilia XI (1607); y
- Aditiones ad curiam Pisanan (1598).

Falleció en Plasencia en 1598. Le sobrevivió su hijo, Alonso de Acevedo.